# Liste der Sieger bei PDC-Turnieren 2020
Die Liste der Sieger bei PDC-Turnieren 2020 listet zuerst alle Sieger bei den Major-Turnieren der Professional Darts Corporation auf. Im Weiteren werden die weiteren Turniersieger aufgelistet und Statistiken aufgezeigt.
Aufgrund der Covid-19-Pandemie konnte keine World Series gespielt werden. Auch die European Tour sowie die Players Championships fanden in geringerem Umfang statt. Der Großteil der Major-Turniere fand zudem ohne Publikum statt.
←2019 2021→

## Turniersieger

### Major-Turniere
| Turnier                     | Sieger                       | Finalist                  | Ergebnis | Format  |
| --------------------------- | ---------------------------- | ------------------------- | -------- | ------- |
| Weltmeisterschaft           | Peter Wright                 | Michael van Gerwen        | 7:3      | Sätze   |
| The Masters                 | Peter Wright                 | Michael Smith             | 11:10    | Legs    |
| UK Open                     | Michael van Gerwen           | Gerwyn Price              | 11:9     | Legs    |
| Premier League              | Glen Durrant                 | Nathan Aspinall           | 11:8     | Legs    |
| World Cup                   | Gerwyn Price & Jonny Clayton | Michael Smith & Rob Cross | 3:0      | Matches |
| World Matchplay             | Dimitri Van den Bergh        | Gary Anderson             | 18:10    | Legs    |
| World Series Finals         | Gerwyn Price                 | Rob Cross                 | 11:9     | Legs    |
| World Grand Prix            | Gerwyn Price                 | Dirk van Duijvenbode      | 5:2      | Sätze   |
| European Championship       | Peter Wright                 | James Wade                | 11:4     | Legs    |
| Grand Slam                  | José de Sousa                | James Wade                | 16:12    | Legs    |
| Players Championship Finals | Michael van Gerwen           | Mervyn King               | 11:10    | Legs    |

### European Tour
Alle Ergebnisse wurden im Legmodus ausgespielt.
| Turnier                    | Sieger         | Finalist           | Ergebnis |
| -------------------------- | -------------- | ------------------ | -------- |
| Belgian Darts Championship | Gerwyn Price   | Michael Smith      | 8:3      |
| German Darts Championship  | Devon Petersen | Jonny Clayton      | 8:3      |
| European Darts Grand Prix  | José de Sousa  | Michael van Gerwen | 8:4      |
| International Darts Open   | Joe Cullen     | Michael van Gerwen | 8:5      |

### Players Championships
Aufgrund der Covid-19-Pandemie wurde ab Turnier Nr. 9 in Blöcken von fünf Turnieren an fünf aufeinander folgenden Tagen gespielt. Über die separaten Ranglisten der so entstandenen Summer Series, Autumn Series und Winter Series war die Qualifikation für den Grand Slam of Darts möglich.
Alle Ergebnisse wurden im Legmodus ausgespielt.
| Turnier                 | Sieger             | Finalist           | Ergebnis |
| ----------------------- | ------------------ | ------------------ | -------- |
| Players Championship 1  | Gary Anderson      | Jeff Smith         | 8:4      |
| Players Championship 2  | Nathan Aspinall    | Gerwyn Price       | 8:3      |
| Players Championship 3  | Ryan Searle        | Michael van Gerwen | 8:6      |
| Players Championship 4  | Krzysztof Ratajski | Ian White          | 8:7      |
| Players Championship 5  | Peter Wright       | Gerwyn Price       | 8:6      |
| Players Championship 6  | Gerwyn Price       | Michael van Gerwen | 8:7      |
| Players Championship 7  | Nathan Aspinall    | Brendan Dolan      | 8:4      |
| Players Championship 8  | Ian White          | James Wade         | 8:3      |
| Players Championship 9  | Michael van Gerwen | Peter Wright       | 8:7      |
| Players Championship 10 | Ryan Joyce         | Dave Chisnall      | 8:7      |
| Players Championship 11 | Michael van Gerwen | José de Sousa      | 8:3      |
| Players Championship 12 | James Wade         | Rob Cross          | 8:2      |
| Players Championship 13 | Peter Wright       | Gerwyn Price       | 8:2      |
| Players Championship 14 | Peter Wright       | Madars Razma       | 8:1      |
| Players Championship 15 | Damon Heta         | Joe Cullen         | 8:4      |
| Players Championship 16 | Michael van Gerwen | Mensur Suljović    | 8:1      |
| Players Championship 17 | Gerwyn Price       | Devon Petersen     | 8:7      |
| Players Championship 18 | Gerwyn Price       | Krzysztof Ratajski | 8:5      |
| Players Championship 19 | Michael Smith      | Jermaine Wattimena | 8:6      |
| Players Championship 20 | Michael Smith      | José de Sousa      | 8:7      |
| Players Championship 21 | Gerwyn Price       | Damon Heta         | 8:6      |
| Players Championship 22 | Peter Wright       | José de Sousa      | 8:7      |
| Players Championship 23 | Joe Cullen         | Krzysztof Ratajski | 8:4      |

### Challenge Tour
An der Challenge Tour dürfen alle Spieler teilnehmen, die an der PDC Qualifying School teilgenommen haben, aber keine Tour Card gewinnen konnten.
Alle Ergebnisse wurden im Legmodus ausgespielt.
| Turnier           | Sieger            | Finalist        | Ergebnis |
| ----------------- | ----------------- | --------------- | -------- |
| Challenge Tour 1  | Robert Collins    | Adam Huckvale   | 5:4      |
| Challenge Tour 2  | Scott Mitchell    | Andrew Gilding  | 5:1      |
| Challenge Tour 3  | Matthew Dennant   | Nathan Rafferty | 5:4      |
| Challenge Tour 4  | Jitse van der Wal | Arjan Konterman | 5:2      |
| Challenge Tour 5  | Keane Barry       | Maikel Verberk  | 5:4      |
| Challenge Tour 6  | David Evans       | Richie Burnett  | 5:4      |
| Challenge Tour 7  | Jim Williams      | Lewy Williams   | 5:2      |
| Challenge Tour 8  | David Evans       | Chas Barstow    | 5:0      |
| Challenge Tour 9  | Ritchie Edhouse   | Scott Taylor    | 5:4      |
| Challenge Tour 10 | Kevin Doets       | Ritchie Edhouse | 5:3      |

### Development Tour
Auf der Development Tour dürfen Spieler zwischen 16 und 23 Jahren teilnehmen.
Alle Ergebnisse wurden im Legmodus ausgespielt.
| Turnier             | Sieger         | Finalist         | Ergebnis |
| ------------------- | -------------- | ---------------- | -------- |
| Development Tour 1  | Berry van Peer | Martin Schindler | 5:1      |
| Development Tour 2  | Ryan Meikle    | Niels Zonneveld  | 5:3      |
| Development Tour 3  | Ryan Meikle    | Nico Kurz        | 5:3      |
| Development Tour 4  | Wessel Nijman  | Martin Schindler | 5:3      |
| Development Tour 5  | Kevin Doets    | Keane Barry      | 5:4      |
| Development Tour 6  | Damian Mol     | Keelan Kay       | 5:3      |
| Development Tour 7  | Ted Evetts     | Joe Davis        | 5:3      |
| Development Tour 8  | Keane Barry    | Ryan Meikle      | 5:3      |
| Development Tour 9  | Keane Barry    | Ryan Meikle      | 5:4      |
| Development Tour 10 | Callan Rydz    | Lee Lok-Yin      | 5:1      |

### Qualifikationen zur Weltmeisterschaft
Um die Internationalität des Wettbewerbs und Spieler aus Länder mit weniger Dartskultur und Frauen zu fördern, werden diverse Qualifikationsturniere für die World Darts Championship ausgetragen.
Kursive Spieler waren bereits anderweitig qualifiziert oder haben ihre Teilnahme abgesagt.
| Turnier                                  | Sieger             | Zweitplatzierter | Drittplatzierter | Viertplatzierter |
| ---------------------------------------- | ------------------ | ---------------- | ---------------- | ---------------- |
| CDC Continental Cup                      | Danny Lauby        |                  |                  |                  |
| DPA Pro Tour                             | Gordon Mathers     | Damon Heta       | James Bailey     |                  |
| Japanischer Qualifier                    | Edward Foulkes     | Tōru Suzuki      |                  |                  |
| Nordische- & Baltische Tour              | Kim Viljanen       | Daniel Larsson   | Marko Kantele    |                  |
| Chinesischer Qualifier                   | Di Zhuang          | Liu Chengan      |                  |                  |
| Bester Kanadier (CDC Pro Tour)           | Matt Campbell      |                  |                  |                  |
| Bester US-Amerikaner (CDC Pro Tour)      | Danny Baggish      |                  |                  |                  |
| Philippinischer Qualifier                | Lourence Ilagan    |                  |                  |                  |
| Hong Kong-Qualifier                      | Paul Lim           |                  |                  |                  |
| Afrikanischer Qualifier                  | Cameron Carolissen |                  |                  |                  |
| Eurasische Tour                          | Dmitri Gorbunow    |                  |                  |                  |
| Zentral- & Südamerikanischer Vertreter   | Diogo Portela      |                  |                  |                  |
| Neuseeländischer Tour                    | Haupai Puha        |                  |                  |                  |
| Indischer Vertreter                      | Amit Gilitwala     |                  |                  |                  |
| Women’s Series                           | Lisa Ashton        | Deta Hedman      |                  |                  |
| PDC Europe Super League                  | Nico Kurz          |                  |                  |                  |
| Osteuropäischer Qualifier                | Boris Krčmar       |                  |                  |                  |
| PDC-Jugendweltmeisterschaft              | Bradley Brooks     |                  |                  |                  |
| Tour Card Holder Qualifier UK            | Matthew Edgar      | Nick Kenny       | Jamie Lewis      | Ciaran Teehan    |
| Tour Card Holder Qualifier Rest der Welt | Karel Sedláček     | Niels Zonneveld  |                  |                  |

## Statistiken

### Sieger und Finalisten nach Nationalität
Die Qualifikationsturniere zur Weltmeisterschaft sind hier nicht eingerechnet. Die Anzahl der Finale stehen in Klammern.
| Turnierart           | AUS   | BEL   | GER   | ENG    | HKG   | IRL   | CAN   | NED   | NIR   | AUT   | POL   | POR   | SCO   | RSA   | WAL   |
| -------------------- | ----- | ----- | ----- | ------ | ----- | ----- | ----- | ----- | ----- | ----- | ----- | ----- | ----- | ----- | ----- |
| Majorturnier         | 0     | 1 (1) | 0     | 1 (9)  | 0     | 0     | 0     | 2 (4) | 0     | 0     | 0     | 1 (1) | 3 (4) | 0     | 4 (5) |
| European Tour        | 0     | 0     | 0     | 1 (2)  | 0     | 0     | 0     | 0 (2) | 0     | 0     | 0     | 1 (1) | 0     | 1 (1) | 1 (2) |
| Players Championship | 1 (1) | 0     | 0     | 9 (14) | 0     | 0     | 0 (1) | 3 (6) | 0 (1) | 0 (1) | 1 (3) | 0 (3) | 5 (6) | 0 (1) | 4 (7) |
| Challenge Tour       | 0     | 0     | 0     | 6 (11) | 0     | 1 (1) | 0     | 2 (4) | 0 (1) | 0     | 0     | 0     | 0     | 0     | 1 (3) |
| Development Tour     | 0     | 0     | 0 (3) | 4 (8)  | 0 (1) | 2 (3) | 0     | 4 (5) | 0     | 0     | 0     | 0     | 0     | 0     | 0     |

### Erfolge

#### Persönliche Erfolge
- Erster Weltmeistertitel: Peter Wright
- Erster PDC-Majortitel: Dimitri Van den Bergh, Glen Durrant, José de Sousa, Jonny Clayton
- Erstes PDC-Majorfinale: Dimitri Van den Bergh, Glen Durrant, José de Sousa, Dirk van Duijvenbode
- Erster European Tour-Titel: José de Sousa, Devon Petersen
- Erstes European Tour-Finale: José de Sousa, Devon Petersen
- Erster Players Championship-Titel: Damon Heta, Ryan Searle, Ryan Joyce
- Erstes Players Championship-Finale: Damon Heta, Ryan Searle, Ryan Joyce, Devon Petersen, Jeff Smith

### Nationale Erfolge
- Erster PDC-Majorsieger:  Belgien,  Portugal
- Erster Majorfinalist:  Portugal
- Erster European Tour-Sieger:  Portugal,  Südafrika
- Erster European Tour-FInalist:  Portugal,  Südafrika
- Erster Development Tour-Finalist:  Hongkong

### Majorturniere
| Spieler               | Siege | Finalniederlagen |
| --------------------- | ----- | ---------------- |
| Gerwyn Price          | 3     | 1                |
| Peter Wright          | 3     | 0                |
| Michael van Gerwen    | 2     | 1                |
| Dimitri Van den Bergh | 1     | 0                |
| Jonny Clayton         | 1     | 0                |
| Glen Durrant          | 1     | 0                |
| José de Sousa         | 1     | 0                |
| Rob Cross             | 0     | 2                |
| Michael Smith         | 0     | 2                |
| James Wade            | 0     | 2                |
| Gary Anderson         | 0     | 1                |
| Nathan Aspinall       | 0     | 1                |
| Dirk van Duijvenbode  | 0     | 1                |
| Mervyn King           | 0     | 1                |

### European Tour
| Spieler            | Siege | Finalniederlagen |
| ------------------ | ----- | ---------------- |
| Joe Cullen         | 1     | 0                |
| Devon Petersen     | 1     | 0                |
| Gerwyn Price       | 1     | 0                |
| José de Sousa      | 1     | 0                |
| Michael van Gerwen | 0     | 2                |
| Jonny Clayton      | 0     | 1                |
| Michael Smith      | 0     | 1                |

### Players Championship
| Spieler            | Siege | Finalniederlagen |
| ------------------ | ----- | ---------------- |
| Gerwyn Price       | 4     | 3                |
| Peter Wright       | 4     | 1                |
| Michael van Gerwen | 3     | 2                |
| Nathan Aspinall    | 2     | 0                |
| Michael Smith      | 2     | 0                |
| Krzysztof Ratajski | 1     | 2                |
| Joe Cullen         | 1     | 1                |
| Damon Heta         | 1     | 1                |
| James Wade         | 1     | 1                |
| Ian White          | 1     | 1                |
| Gary Anderson      | 1     | 0                |
| Brendan Dolan      | 1     | 0                |
| Ryan Joyce         | 1     | 0                |
| Ryan Searle        | 1     | 0                |
| José de Sousa      | 0     | 3                |
| Dave Chisnall      | 0     | 1                |
| Rob Cross          | 0     | 1                |
| Devon Petersen     | 0     | 1                |
| Madars Razma       | 0     | 1                |
| Jeff Smith         | 0     | 1                |
| Mensur Suljović    | 0     | 1                |
| Jermaine Wattimena | 0     | 1                |

### Challenge Tour
| Spieler           | Siege | Finalniederlagen |
| ----------------- | ----- | ---------------- |
| David Evans       | 2     | 0                |
| Ritchie Edhouse   | 1     | 1                |
| Robert Collins    | 1     | 0                |
| Matthew Dennant   | 1     | 0                |
| Kevin Doets       | 1     | 0                |
| Keane Barry       | 1     | 0                |
| Scott Mitchell    | 1     | 0                |
| Jitse van der Wal | 1     | 0                |
| Jim Williams      | 1     | 0                |
| Chas Barstow      | 0     | 1                |
| Richie Burnett    | 0     | 1                |
| Andrew Gilding    | 0     | 1                |
| Adam Huckvale     | 0     | 1                |
| Arjan Konterman   | 0     | 1                |
| Nathan Rafferty   | 0     | 1                |
| Scott Taylor      | 0     | 1                |
| Maikel Verberk    | 0     | 1                |
| Lewy Williams     | 0     | 1                |

### Development Tour
| Spieler          | Siege | Finalniederlagen |
| ---------------- | ----- | ---------------- |
| Ryan Meikle      | 2     | 2                |
| Keane Barry      | 2     | 1                |
| Kevin Doets      | 1     | 0                |
| Ted Evetts       | 1     | 0                |
| Damian Mol       | 1     | 0                |
| Wessel Nijman    | 1     | 0                |
| Berry van Peer   | 1     | 0                |
| Callan Rydz      | 1     | 0                |
| Martin Schindler | 0     | 2                |
| Joe Davis        | 0     | 1                |
| Keelan Kay       | 0     | 1                |
| Nico Kurz        | 0     | 1                |
| Lee Lok-Yin      | 0     | 1                |
| Niels Zonneveld  | 0     | 1                |